# Kevin McCarthy (aktor)
Kevin McCarthy (ur. 15 lutego 1914 w Seattle, zm. 11 września 2010 w Hyannis) – amerykański aktor filmowy, teatralny i telewizyjny. 
Laureat Złotego Globu dla najlepszego aktora drugoplanowego za rolę Biffa Lomana, starszego syna Williama „Willy’ego” Lomana (Fredric March) w dramacie László Benedeka Śmierć komiwojażera (1951), za którą był nominowany do Oscara dla najlepszego aktora drugoplanowego. Wystąpił w głównej roli doktora Milesa Bennella w horrorze fantastyczno–naukowym Dona Siegela Inwazja porywaczy ciał (1956).

## Życiorys
Urodził się w Seattle w stanie Waszyngton jako syn Marthy Therese (z domu Preston) i Roya Winfielda McCarthy’ego. Jego ojciec był katolikiem pochodzenia irlandzkiego, a matka była Żydówką i protestantką. Jego starsza siostra Mary McCarthy była pisarką. W 1932 ukończył Campion High School w Prairie du Chien w Wisconsin, a następnie studiował na Uniwersytecie Minnesoty, gdzie wystąpił w swojej pierwszej sztuce Henryk IV, część 1 i odkrył pasję do aktorstwa.
W 1938 zadebiutował na Broadwayu w spektaklu Abe Lincoln in Illinois. Podczas II wojny światowej służył w United States Army Air Forces i wziął udział w wielu filmach szkoleniowych, w tym relacjonujący Boeinga B-17. McCarthy był członkiem i założycielem The Actors Studio. Po raz pierwszy wystąpił na ekranie w melodramacie muzycznym George’a Cukora Winged Victory (1944) u boku Edmonda O’Briena. W 1954 zagrał Borisa Aleksiejewicza Trigorina w produkcji off-Broadwayowskiej Mewa Antona Czechowa.
Zmarł na zapalenie płuc w szpitalu w Hyannis, dożywszy 96 lat. Pomimo podeszłego wieku prawie do końca życia pozostawał aktywny zawodowo.

## Filmografia

### Film
- Śmierć komiwojażera (1951) jako Biff Loman
- Inwazja porywaczy ciał (1956) jako dr Miles J. Bennell
- Skłóceni z życiem (1961) jako Raymond Taber
- Nagroda (1963) jako dr John Garett
- Ten najlepszy (1964) jako Dick Jensen
- Miraż (1965) jako Sylvester Josephson
- Hazardziści z Teksasu (1966) jako Otto Habershaw
- Hotel (1967) jako O’Keefe
- Buffalo Bill i Indianie jako mjr John Burke
- Inwazja łowców ciał (1978; remake filmu z 1956) jako dr Miles J. Bennell
- Pirania (1978) jako dr Robert Hoak
- Skowyt (1981) jako Fred Francis
- Strefa mroku (1983) jako wujek Walt
- Zaproszenie do piekła (1984) jako pan Thompson
- Interkosmos (1987) jako Victor Scrimshaw
- Pewnego razu w pociągu do Teksasu (1988) jako gubernator
- Ultrakrótkie (1989) jako R.J. Fletcher
- Fałszywy senator (1992) jako Terry Corrigan
- Sknerus (1994) jako Barlett
- Wyścigowcy (1994) jako Miles
- W słusznej sprawie (1995) jako Phil Prentiss
- Braterskie porachunki (1995) jako Reed Tyler
- Rodzina Addamsów: Zjazd rodzinny (1998) jako dziadek Addams
- Looney Tunes znowu w akcji (2003) jako dr Benell
- Kochałam Annabelle (2006) jako ojciec Harris

### Seriale
- 1963: Doktor Kildare jako dr Harvey Gruboldt
- 1964: Prawo Bourke’a jako Elliott Dunning
- 1964: Spotkanie z Alfredem Hitchcockiem jako Paul Blackshear
- 1965: Doktor Kildare jako dr Omar Larson
- 1965: Prawo Bourke’a jako Chukker Curtis
- 1966: Ścigany jako Herb Malone
- 1966: Prawo Bourke’a jako Bill Adams
- 1971: Mission: Impossible jako Whitmore Channing
- 1973: Columbo jako dr Frank Simmons
- 1968: Hawaii Five-O jako Victor Reese
- 1976: Hawaii Five-O jako Hunter R. Hickey
- 1983: Statek miłości jako Barry Cooper
- 1984: Dynastia jako Billy Waite
- 1985: Napisała: Morderstwo jako Milton Porter
- 1986: Drużyna A jako Bob McKeever
- 1986: Złotka jako Richard
- 1986–1987: Dynastia Colbych jako Lucas Carter
- 1987: Biedna mała bogata dziewczynka jako Franklyn Hutton
- 1989: Matlock jako Jonathan Horton
- 1991: Detektyw w sutannie jako Laidlaw / Stackpole
- 1991: Napisała: Morderstwo jako Randolph Sterling
- 1992: Opowieści z krypty jako Jack
- 1992: Batman jako dr Long (głos)
- 1992: Napisała: Morderstwo jako Walter Bowman
- 1997: Zdarzyło się jutro jako sędzia Jake Wellborn
- 2000: Bez pardonu jako kongresmen Reese